# Велика награда Мексика 2021.
Велика награда Мексико Ситија 2021 (званично познат као енгл. Formula 1 Gran Premio de la Ciudad de México 2021) је била трка Формуле 1, одржана 7. новембра 2021. на Аутодрому Херманос Родригез у Мексико Ситију. Ова трка је била 18. рунда светског првенства Формуле 1 2021. и обележила је 21. издање Велике награде Мексика, која се водила под називом Велика награда Мексико Ситија, уз признање спонзорске подршке владе Мексико Ситија.

## Позадина
Трка је обележила свој деби у календару шампионата формуле један под називом Велика награда Мексико Ситија. Дана 8. августа 2019. године, објављено је да ће Велика награда Мексика остати у календару до 2022. године, иако ће бити преименована у Велику награду Мексико Ситија почевши од 2020. године, како би се нагласила подршка владе Мексико Ситија. Издање је повучено због пандемије КОВИД-19. Трка 2021. првобитно је требало да се одржи 31. октобра, али је померена недељу дана касније због смањења укупног броја трка у календару, са 23 на 22. Ово је била двадесет и прва Велика награда светског првенства која је одржана у Мексику.

### Возачки шампионат пре трке
После победе на претходној Великој награди Сједињених Држава, Макс Верстапен је предводио шампионат возача са 12 поена предности над Луис Хамилтоном који је имао 275,5. Иза њих, на трећем месту је био Валтери Ботас са 185 бодова. Серхио Перез је иза заостајао 35 поена, а Ландо Норис 1 поен иза Переза. У шампионату конструктора, Мерцедес је предводио над Ред булом са 23 поена разлике. Иза њих, трећепласирани Макларен је имао 254 бода и имао предонст од 4,5 бода над четвртопласираним Ферариијем, док је Алпин далеко пета са 104 бода.

### Учесници
Возачи и тимови су били исти као на листи за пријаву сезоне без додатних резервних возача за трку.

### Избор гума
Једини добављач гума Пирели доделио је Ц2, Ц3 и Ц4 смеше гума које ће се користити у трци.

## Тренинзи
Викенд је имао три тренинга, од којих је сваки трајао један сат. Први тренинг је почео у 11:30 по локалном времену (UTC-6) 5. новембра, а завршио се тако што је Валтери Ботас био најбржи за Мерцедес, испред сувозача Луиса Хамилтона и возача Ред була, Макса Верстапена. Други тренинг почео је у 15:00 по локалном времену, такође 5. новембра, а завршио се најбржим Верстапеном испред Ботаса и Хамилтона. Трећи и последњи тренинг почео је у 11:00, 6. новембра са најбржим двојцем Ред була Серхиом Перезом и Верстапеном, а затим два Мерцедеса.

## Квалификације
Квалификације су почеле у 14:00 по локалном времену 6. новембра.

### Квалификациона класификација
| Поз.   | Бр. | Возач             | Конструктор  | Квалификациона времена | Квалификациона времена | Квалификациона времена | Стартна позиција |
| Поз.   | Бр. | Возач             | Конструктор  | К1                     | К2                     | К3                     | Стартна позиција |
| ------ | --- | ----------------- | ------------ | ---------------------- | ---------------------- | ---------------------- | ---------------- |
| 1      | 77  | Валтери Ботас     | Мерцедес     | 1:16,727               | 1:16,864               | 1:15,875               | 1                |
| 2      | 44  | Луис Хамилтон     | Мерцедес     | 1:17,207               | 1:16,474               | 1:16,020               | 2                |
| 3      | 33  | Макс Верстапен    | Ред бул      | 1:16,788               | 1:16,483               | 1:16,225               | 3                |
| 4      | 11  | Серхио Перез      | Ред бул      | 1:17,003               | 1:17,055               | 1:16,343               | 4                |
| 5      | 10  | Пјер Гасли        | Алфа Таури   | 1:16,908               | 1:16,955               | 1:16,456               | 5                |
| 6      | 55  | Карлос Саинз      | Ферари       | 1:17,517               | 1:17,248               | 1:16,761               | 6                |
| 7      | 3   | Данијел Рикијардо | Макларен     | 1:17,719               | 1:17,092               | 1:16,763               | 7                |
| 8      | 16  | Шарл Леклер       | Ферари       | 1:16,748               | 1:17,034               | 1:16,837               | 8                |
| 9      | 22  | Јуки Цунода       | Алфа Таури   | 1:17,330               | 1:16,701               | 1:17,158               | 171              |
| 10     | 4   | Ландо Норис       | Макларен     | 1:17,569               | 1:17,473               | 1:36,830               | 182              |
| 11     | 5   | Себастијан Фетел  | Астон Мартин | 1:17,502               | 1:17,746               | N/A                    | 9                |
| 12     | 7   | Кими Рејкенен     | Алфа Ромео   | 1:17,606               | 1:17,958               | N/A                    | 10               |
| 13     | 63  | Џорџ Расел        | Вилијамс     | 1:17,958               | 1:18,172               | N/A                    | 163              |
| 14     | 99  | Антонио Ђовинаци  | Алфа Ромео   | 1:17,897               | 1:18,290               | N/A                    | 11               |
| 15     | 31  | Естебан Окон      | Алпин        | 1:18,126               | 1:18,405               | N/A                    | 194              |
| 16     | 14  | Фернандо Алонсо   | Алпин        | 1:18,452               | N/A                    | N/A                    | 12               |
| 17     | 6   | Николас Латифи    | Вилијамс     | 1:18,756               | N/A                    | N/A                    | 13               |
| 18     | 47  | Мик Шумахер       | Хас          | 1:18,858               | N/A                    | N/A                    | 14               |
| 19     | 9   | Никита Мазепин    | Хас          | 1:19,303               | N/A                    | N/A                    | 15               |
| 20     | 18  | Ланс Строл        | Астон Мартин | 1:20,873               | N/A                    | N/A                    | 205              |
| Извор: |     |                   |              |                        |                        |                        |                  |

Напомена
- ^1  – Јуки Цунода је морао да почне трку из задњег страног реда јер је премашио своју квоту елемената агрегата.[15]
- ^2  – Ландо Норис је морао да почне трку из задњег страног реда јер је премашио своју квоту елемената агрегата.[16]
- ^3  – Џорџ Расел добио казну од пет места на старту за непланирану промену мењача.[16]
- ^4  – Естебан Окон је морао да почне трку из задњег страног реда јер је премашио своју квоту елемената агрегата.[16]
- ^5  – Ланс Строл био је обавезан да почне трку из задње ред због прекорачења своје квоте елемената агрегата.[15] Такође је добио казну од пет места на старту за непланирану промену мењача. Казна није направила никакву разлику јер је већ требало да стартује са последње позиције.[14]

## Трка
Трка је почела у 13:00 по локалном времену 7. новембра. Валтери Ботас је почео трку са пол позиције, али се окренуо након што га је Данијел Рикардо ударио с леђа, судије су одлучили да ниједан возач није крив за инцидент. Макс Верстапен је победио у трци, а следили су га Луис Хамилтон и Серхио Перез. Завршивши на трећем месту, Перез је постао први мексички возач који је био на подијум код куће.

### Тркачка класификација
| Поз.                                                        | Бр. | Возач             | Конструктор  | Кругова | Време/Разлика | Место | Поени |
| ----------------------------------------------------------- | --- | ----------------- | ------------ | ------- | ------------- | ----- | ----- |
| 1                                                           | 33  | Макс Верстапен    | Ред бул      | 71      | 1:38:39,086   | 3     | 25    |
| 2                                                           | 44  | Луис Хамилтон     | Мерцедес     | 71      | +16,555       | 2     | 18    |
| 3                                                           | 11  | Серхио Перез      | Ред бул      | 71      | +17,752       | 4     | 15    |
| 4                                                           | 10  | Пјер Гасли        | Алфа Таури   | 71      | +1:03,845     | 5     | 12    |
| 5                                                           | 16  | Шарл Леклер       | Ферари       | 71      | +1:21,037     | 8     | 10    |
| 6                                                           | 55  | Карлос Саинз      | Ферари       | 70      | +1 круг       | 6     | 8     |
| 7                                                           | 5   | Себастијан Фетел  | Астон Мартин | 70      | +1 круг       | 9     | 6     |
| 8                                                           | 7   | Кими Рејкенен     | Алфа Ромео   | 70      | +1 круг       | 10    | 4     |
| 9                                                           | 14  | Фернандо Алонсо   | Алпин        | 70      | +1 круг       | 12    | 2     |
| 10                                                          | 4   | Ландо Норис       | Макларен     | 70      | +1 круг       | 18    | 1     |
| 11                                                          | 99  | Антонио Ђовинаци  | Алфа Ромео   | 70      | +1 круг       | 11    |       |
| 12                                                          | 3   | Данијел Рикијардо | Макларен     | 70      | +1 круг       | 7     |       |
| 13                                                          | 31  | Естебан Окон      | Алпин        | 70      | +1 круг       | 19    |       |
| 14                                                          | 18  | Ланс Строл        | Астон Мартин | 69      | +2 круг       | 20    |       |
| 15                                                          | 77  | Валтери Ботас     | Мерцедес     | 69      | +2 круг       | 1     |       |
| 16                                                          | 63  | Џорџ Расел        | Вилијамс     | 69      | +2 круг       | 16    |       |
| 17                                                          | 6   | Николас Латифи    | Вилијамс     | 69      | +2 круг       | 13    |       |
| 18                                                          | 9   | Никита Мазепин    | Хас          | 68      | +3 круг       | 15    |       |
| Ret                                                         | 47  | Мик Шумахер       | Хас          | 0       | Судар         | 14    |       |
| Ret                                                         | 22  | Јуки Цунода       | Алфа Таури   | 0       | Судар         | 17    |       |
| Најбржи круг: Валтери Ботас (Мерцедес) – 1:17,774 (круг 69) |     |                   |              |         |               |       |       |
| Извор:                                                      |     |                   |              |         |               |       |       |

## Поредак шампионата после трке
|           | Поз. | Возач          | Поени |
| --------- | ---- | -------------- | ----- |
| Unchanged | 1    | Макс Верстапен | 312.5 |
| Unchanged | 2    | Луис Хамилтон  | 293.5 |
| Unchanged | 3    | Валтери Ботас  | 185   |
| Unchanged | 4    | Серхио Перез   | 165   |
| Unchanged | 5    | Ландо Норис    | 150   |

|           | Поз. | Конструктор | Поени |
| --------- | ---- | ----------- | ----- |
| Unchanged | 1    | Мерцедес    | 478.5 |
| Unchanged | 2    | Ред Бул     | 477.5 |
| 1         | 3    | Ферари      | 268.5 |
| 1         | 4    | Макларен    | 255   |
| Unchanged | 5    | Алпин       | 106   |

- Напомена: Укључено је само првих пет позиција за оба поретка.